# Jeff Mariotte
Jeff Mariotte (* 7. September 1955 in Park Forest, Illinois) ist ein US-amerikanischer Autor. Obwohl er auch für sein eigenes Werk bekannt ist, kennt man ihn in den Vereinigten Staaten noch mehr als Autor von Novellen, Romanen oder Comics, die auf lizenzierten Produkten, wie zum Beispiel Fernsehserien, beruhen.

## Leben
In Park Forest, Illinois, geboren, zog Jeff Mariotte im Alter von sechs Jahren mit seiner Familie von dort weg, als sein Vater, ein Verwaltungsbeamter des Verteidigungsministeriums der Vereinigten Staaten, zunächst nach Paris versetzt wurde. Seitdem lebte er in Arlington und Reston, (Virginia) Worms und Schriesheim, San José, San Diego und Arizona.
Er studierte an der San José State University und graduierte dort mit einem Abschluss in Radio / TV / Film.
Er arbeitete während seines Studiums als Auslieferer der Washington Post, in einem Comic-Shop, als Leiter für die Wartung eines großen regionalen Einkaufszentrums, und verkaufte Enzyklopädien im Direktvertrieb. Er war Direktor von „Hunteris Bücher“, als sein erstes Skript veröffentlicht wurde. Er war Vizepräsident für Marketing und leitender Herausgeber für den Comic-Verlag WildStorm Productions und wurde Redaktionsleiter des Verlags IDW Publishing sowie ein freier Schriftsteller. Er und seine Frau Maryelizabeth Hart sowie sein Partner Terry Gilman sind die Eigentümer von Mysterious Galaxy, einer unabhängigen Buchhandlung, welche sich auf Mystery, Science-Fiction, Fantasy und Horror spezialisiert.
Er ist Autor der Serie Witch Season und hat für insgesamt elf Bücher bzw. Comics verantwortlich gezeichnet, die auf der Charmed – Zauberhafte Hexen- bzw. Angel – Jäger der Finsternis-TV-Serie basierten. Im Mai 2006 kündigte er an, dass er sich aus dem Franchise-Projekt um die Angel-Serie zurückziehen werde. Außerdem ist er Schöpfer und Autor der Desparadoes-Comicbuchreihe und der Graveslingers-Serie, die im Weird West-Western-Milieu spielt. Darüber hinaus arbeitete er für andere Serienprojekte: u. a. CSI: Miami, Supernatural, Andromeda, Star Trek, Criminal Minds oder Las Vegas.
Er lebt zurzeit auf der Flying M. Ranch in Arizona mit seiner Familie. Politisch bekennt er sich zur Demokratischen Partei.

## Werk

### Buffy-Reihe

#### Angel-Romane
- Unseen Trilogy
- Hollywood Noir
- Haunted
- Stranger to the Sun
- Endangered Species
- Sanctuary
- Solitary Man
- Love and Death
- Close to the Ground

#### Angel-Comics
- The Curse
- Old Friends
- Doyle Spotlight

### Romane, die auf TV-Serien oder Filmen basieren
- Supernatural: Witch's Canyon. Harper Entertainment (2007)[5]
- CSI: Brass in Pocket. Pocket Star (2009)
- Cold Black Hearts. Jove (2009) (as Jeffrey J. Mariotte)
- River Runs Red. Jove (2008) (as Jeffrey J. Mariotte)
- CSI: Miami: Right to Die. Pocket Star (2008)
- Supernatural: Die Rückkehr der Toten (2008)
- 30 Days of Night: Eternal Damnation. Pocket Star (2008)
- Witch Season 2. Barnes & Noble, (2008)
- 30 Days of Night: Immortal Remains. Pocket Star, (2007)
- Missing White Girl. Jove, (2007) (as Jeffrey J. Mariotte)
- Las Vegas: Sleight of Hand. Pocket Star, (2007)
- Age of Conan: Marauders trilogy. Ace (2006)
- 30 Days of Night: Die Legende der Untoten (mit Steve Niles, Panini Verlag, 2008)
- High Stakes Game: Las Vegas Novel 1. Pocket Star, (2006)
- Andromeda: The Attitude of Silence. Tor books, (2005)
- Spring (Witch Season). Simon Pulse (2005)
- Boogeyman. Pocket Star, (2005)
- Winter (Witch Season). Simon Pulse, (2004)
- Fall (Witch Season). Simon Pulse, (2004)
- Charmed – Survival of the Fittest. Simon Spotlight Entertainment, (2004)
- Summer (Witch Season). Simon Pulse, (2004)
- Star Trek – The Lost Era – Deny Thy Father. Pocket Books, (2003)
- The Slab. IDW Publishing, (2003)
- Charmed – Mirror Image. Simon Pulse, (2003)
- Angel – The Casefiles, Volume One (mit Nancy Holder[6] and Maryelizabeth Hart)
- Gen13 – Time and Chance (mit Scott Ciencin)
- Buffy the Vampire Slayer – The Xander Years, Vol. 2
- Gen13 – Netherwar (mit Christopher Golden[7])
- Criminal minds: sociopaths, serial killers, and other deviants. John Wiley & Sons, Hoboken, N.J. 2010.

### Comics
- Desperadoes:
  - mit John Cassaday: A Moment’s Sunlight. 5-teilige Mini-Serie. Homage Comic, La Jolla, CA 1997–1998, ISBN 1-58240-013-X
  - mit Nick Bell, John Cassaday, John Lucas, John Layman: Epidemic! Homage Comics, La Jolla, CA 1999, OCLC 48216984.
  - mit John Severin: Quiet of the Grave. Homage Comic, La Jolla, CA 2002, ISBN 1-4012-0018-4.
  - mit Jeremy Haun: Banners of Gold. 5-teilige Mini-Serie. Idea and Design Works, San Diego, CA 2005, ISBN 1-933239-58-1.
  - mit Alberto Dose: Buffalo Dreams 4-teilige Mini-Serie. Idea and Design Works, San Diego, CA 2007, ISBN 978-1-60010-114-4.
- mit Jean Diaz: The Shield: Spotlight. 5-teilige Mini-Serie, Idea and Design Works, San Diego, CA.[8]
- mit Shannon Eric Denton: Graveslinger. (Gezeichnet von John Cboins und Nima Sorat), 4-teilige Mini-Serie. Image Comics, 2007/2008, Idea and Design Works, San Diego, CA 2009, ISBN 978-1-60010-364-3.[9]
- mit Tom Morgan: Presidential Material: Barack Obama. Idea and Design Works, San Diego, CA 2008.
- mit Szymon Kudranski: Zombie Cop. Image Comics, Berkeley, Ca 2009, ISBN 978-1-60706-023-9.[10][11]
- mit Daniele Serra: Fade to Black. 5-teilige Mini-Serie, Image Comics, 2010.
- mit Francesco Francavilla: Garrison. 6-teilige Mini-Serie, Wildstorm, 2010.[12][13][14]

### Kurzgeschichten
- Tales of Zorro: Mission Gold.
- Lost Trails: The Ones he Never Mentioned.
- Full Spectrum: The Last Rainmaking Song.
- Dead Lands. A Fistful O’ Dead Guys: Behind Enemy Lines.